# Agrochola wiltshirei
Agrochola wiltshirei là một loài bướm đêm trong họ Noctuidae.